# Papiro 89

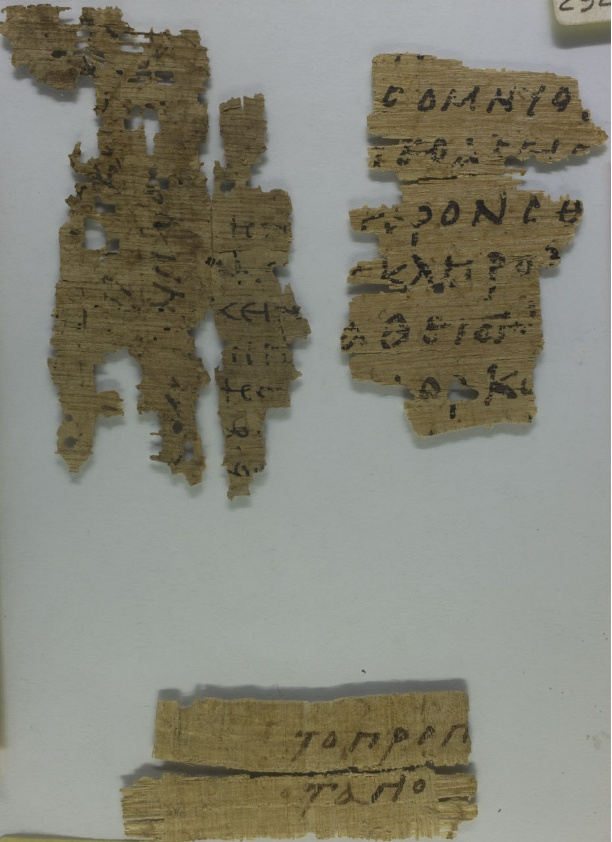
Papiro 89.

El Papiro 89 (en la numeración Gregory-Aland), designado como {\displaystyle {\mathfrak {P}}}89, es una copia antigua de una parte del Nuevo Testamento en griego. Es un manuscrito en papiro de la Epístola a los hebreos y contiene la parte de Hebreos 6:7–9,15–17. Ha sido asignado paleográficamente al siglo IV.
El texto griego de este códice es demasiado breve como para ser clasificado. Kurt Aland no la relacionó a ninguna Categoría de los manuscritos del Nuevo Testamento.
Este documento se encuentra en la Biblioteca Laurenciana (PL III/292), en Florencia.

## Lectura recomendada
- Rosario Pintaudi (1981). "N.T. Ad Hebraeos VI, 7–9; 15–17". Zeitschrift für Papyrologie und Epigraphik. 42: 42–44.